# Will Shields
Will Herthie Shields (Fort Riley, 15 settembre 1971) è un ex giocatore di football americano statunitense che ha giocato nel ruolo di offensive guard per tutta la carriera con i Kansas City Chiefs della National Football League (NFL). Fu scelto nel corso del terzo giro (74º assoluto) del Draft NFL 1993 dai Chiefs. Al college ha giocato a football all’Università del Nebraska-Lincoln. È stato inserito nella Pro Football Hall of Fame nel 2015.

## Biografia
È il padre di Shavon Shields, cestista dell'Olimpia Milano.

## Carriera professionistica
Shields fu scelto nel corso del terzo giro del Draft 1993 dai Kansas City Chiefs con cui rimase per tutta la carriera fino al 2006. Iniziò la sua carriera il 12 settembre 1993 contro gli Houston Oilers e da quel momento partì sempre come titolare in tutte le partite dei Chiefs, un record di franchigia e all'epoca la seconda striscia attiva della lega dietro Brett Favre dei Minnesota Vikings. Disputò come titolare 231 gare consecutive, incluse quelle di playoff. Fu convocato per il Pro Bowl tra il 1995 e il 2006, per un totale di 12 selezioni, un altro record di franchigia e, essendo sceso in campo in tutti, un record NFL condiviso con Champ Bailey e Randall McDaniel.
Shields bloccò per Marcus Allen, Priest Holmes e Larry Johnson durante la sua carriera. Per cinque stagioni consecutive i running back per cui bloccò superarono le mille yard corse. Bloccò inoltre per quarterback che quattro volte superarono le 4.000 yard stagionali: nel 2000 Elvis Grbac e Trent Green nel 2003, 2004 e 2005. In 14 stagioni, Shields non saltò una sola partita e l'unica volta in cui non partì come titolare fu nella sua stagione da rookie nel 1993. Il 15 aprile 2007 annunciò il suo ritiro dal football professionistico.

## Palmarès
- Convocazioni al Pro Bowl: 12

1997, 1999, 2001, 2002, 2003, 2004, 2005, 2006
- All-Pro: 8

1995, 1996, 1997, 1999, 2000, 2001, 2002, 2003, 2004, 2005, 2006
- PFWA All-Rookie Team - 1993
- Formazione ideale della NFL degli anni 2000
- Pro Football Hall of Fame (classe del 2015)
- College Football Hall of Fame